# Фјумана (Форли-Чезена)
Фјумана (итал. Fiumana) је насеље у Италији у округу Форли-Чезена, региону Емилија-Ромања.
Према процени из 2011. у насељу је живело 1647 становника. Насеље се налази на надморској висини од 75 м.